# Lepidura variegata
Lepidura variegata är en stekelart som beskrevs av Dasch 1974. Lepidura variegata ingår i släktet Lepidura och familjen brokparasitsteklar. Inga underarter finns listade i Catalogue of Life.